# Dempha Kunda
Dempha Kunda (Schreibvariante: Dampha Kunda) ist eine Ortschaft im westafrikanischen Staat Gambia.
Nach einer Berechnung für das Jahr 2013 leben dort etwa 3829 Einwohner, das Ergebnis der letzten veröffentlichten Volkszählung von 1993 betrug 2991.

## Geographie
Dempha Kunda liegt in der Upper River Region (URR) Distrikt Fulladu East. Der Ort liegt an einer Straße die von Basse Santa Su, dem Sitz der Verwaltungseinheit URR, weiter nordöstlich nach Tambasan Sang führt. Dempha Kunda ist rund fünf Kilometer nordöstlich von Basse entfernt.